# Elementární náboj
Elementární náboj je nejmenší možný elektrický náboj jedné volné částice, obvykle značený {\displaystyle e}. Elementární (elektrický) náboj je roven velikosti elektrického náboje protonu (resp. absolutní hodnotě náboje elektronu, jehož náboj je roven {\displaystyle -1e}). Elektron má záporný elementární náboj, proton má kladný elementární náboj. Elektrický náboj se tak může přenášet nebo měnit pouze po celistvých násobcích této hodnoty. (U kvarků se sice předpokládají hodnoty {\displaystyle {\frac {1}{3}}e}, resp. {\displaystyle {\frac {2}{3}}e}, tyto částice ale zatím nebyly pozorovány jako volné.)

## Značení a hodnota
- Značka veličiny: e
- Po redefinici SI je od r. 2019 jeho hodnota pevně stanovenou konstantou 
  - {\displaystyle e=1,602176634\cdot 10^{-19}\mathrm {C} } (přesně)[2]

## Vlastnosti
- Elementární náboj je nejmenší, dále nedělitelný elektrický náboj. Někdy se také hovoří o kvantování elektrického náboje, popř. o zákonu kvantování elektrického náboje.

- Elektrický náboj každého tělesa je celočíselným násobkem elementárního náboje.

- U běžných zelektrovaných těles se toto kvantování elektrického náboje neprojeví kvůli velkému množství částic a tedy značné „jemnosti“ celkového náboje. To nás opravňuje přiřazovat celkovému náboji makroskopického tělesa hodnoty, které nemusí být celočíselným násobky elementárního náboje.

## Zlomkové hodnoty elementárního náboje
- Hadronové částice jsou v současném pojetí popisovány jak vázané stavy kvarků (antikvarků), které nesou náboj s třetinovou či dvoutřetinovou hodnotou elementárního náboje.
- Některé kvazičástice (jakožto makroskopický ekvivalent popisu kolektivního kvantového chování) látek, mohou také nést efektivní náboj rovný zlomkové hodnotě (tedy víceméně libovolného racionálního násobku) elementárního náboje. Typickým případem je zlomkové kvantování elektrického proudu při zlomkovém kvantovém Hallovu jevu.

## Elementární náboj v kvantové teorii pole
V kvantové teorii pole udává elementární náboj efektivní sílu elektromagnetické interakce. V lagrangiánu interakce
{\displaystyle {\mathcal {L}}={\bar {\psi }}(i\gamma ^{\mu }D_{\mu }-m)\psi -{\frac {1}{4}}F_{\mu \nu }F^{\mu \nu }}
vystupuje prostřednictvím kalibrační kovariantní derivace
{\displaystyle D_{\mu }\equiv \partial _{\mu }+ieA_{\mu }\,\!}.
{\displaystyle A_{\mu }} zde značí kovariantní čtyřpotenciál elektromagnetického pole, {\displaystyle F_{\mu \nu }=\partial _{\mu }A_{\nu }-\partial _{\nu }A_{\mu }\,\!} z něj vytvořený tenzor elektromagnetického pole.

Efektivní síla elektromagnetické interakce se častěji udává pomocí vazebné konstanty interakce:
{\displaystyle \alpha _{\mathrm {e} }={\frac {e^{2}}{4\pi \varepsilon _{0}\hbar c}}}, známé jako konstanta jemné struktury.
Pro elementární náboj resp. konstantu jemné struktury však platí, že představují efektivní elektrický náboj částic s jednotkovým nábojem resp. vazebnou konstantu interakce na makroskopických vzdálenostech, tedy se započtením plného stínění vznikajícího polarizací vakua. Efektivní hodnota síly interakce však roste s předávaným čtyřimpulsem, což lze názorně interpretovat tak, že se výměna virtuálních fotonů odehrává blíže u nabitých částic, kde je polarizace vakua menší.
Se zvyšováním hodnoty čtyřimpulsu předávaného při interakci tak vazebná konstanta interakce i efektivní hodnota náboje interagující částice rostou a nejsou již rovny hodnotám konstanty jemné struktury a elementárního náboje.
Příklad
Pro předávanou hybnost mZc (mZ je klidová hmotnost intermediálního bosonu Z) odpovídající vzdálenosti řádově 10−19  m nabývá vazebná konstanta elektromagnetické interakce hodnoty (v tradičním reciprokém vyjádření):
- {\displaystyle \alpha _{\mathrm {e} }(m_{\mathrm {Z} }c)=1/127,916(15)}.

Odpovídá to efektivnímu elektrickému náboji
- {\displaystyle e_{\mathrm {ef} }(m_{\mathrm {Z} }c){\dot {=}}{\sqrt {\frac {137,036}{127,916}}}e{\dot {=}}1,035e}.